# Ilda di Whitby
Ilda di Whitby (in inglese: Hilda; 614 – 17 novembre 680) fu una nobile inglese, fondatrice e badessa dell'Abbazia di Whitby e sostenitrice della causa dei monaci di Iona durante il Sinodo di Whitby.

## Biografia
Gran parte delle notizie relative a questa santa sono attinte dalle opere di Beda il Venerabile. 
Nata dalla nobile casata reale dei sovrani di Deira, fu la secondogenita di Ererico, nipote anglosassone di Edwin di Deira, e di Breguswith, di stirpe celtica.
Divenuta orfana a 13 anni dopo la morte di suo padre per avvelenamento, venne accolta alla corte di suo zio Edwin di Northumbria e, insieme a lui e ad altri membri della famiglia reale, ricevette il sacramento del battesimo nel 627, il giorno di Pasqua all'età di tredici anni, dietro l'influenza di San Paolino.
Nel 632, dopo l'uccisione in battaglia di suo zio contro eserciti di Cadwallon di Gwynedd e Penda di Mercia, Ilda fuggì nuovamente in esilio, con sua zia Aethelburgh e sua cugina Eanfled, insieme ad altri esponenti della corte di Northumbria, per trovare asilo nel vicino Kent. 
Seguendo l'esempio di sua sorella, Hereswith (Santa Eresvida), la quale dopo la morte di suo marito, re Æthelhere dell'Anglia orientale avvenuta alla battaglia di Winwaed, si era ritirata in convento nell'abbazia di Chelles, in Gallia, Ilda si recò presso la sorella per dedicarsi alla vita monacale. Tuttavia, dietro preciso invito di Aidan di Lindisfarnen, capo spirituale dell'abbazia di Iona e del cristianesimo celtico, tornò in madrepatria, dove visse per un certo periodo lungo la riva settentrionale del fiume Wear, e in seguito nel monastero doppio di Hartlepool, del quale divenne badessa. 
Quando nel 655 re Oswiu di Northumbria si accinse a sfidare in battaglia re Penda di Mercia nella battaglia di Winwaed, nello Yorkshire meridionale, egli fece voto di donare, in caso di vittoria, 12 appezzamenti di terreno su cui edificare altrettanti monasteri e di offrire sua figlia Elfleda alla vita monastica. Dopo la sua vittoria, Oswiu mantenne il voto fatto e inviò la piccola Elfleda nel monastero di Hartlepool guidato da Ilda. In seguito lo stesso Oswiu offrì uno dei 12 appezzamenti alla stessa Ilda per edificare un doppio monastero nei pressi di una piccola località chiamata Streaneshalch, che due secoli dopo i Danesi avrebbero ribattezzato Whitby, dove diede inizio alla edificazione della celebre Abbazia di Whitby.

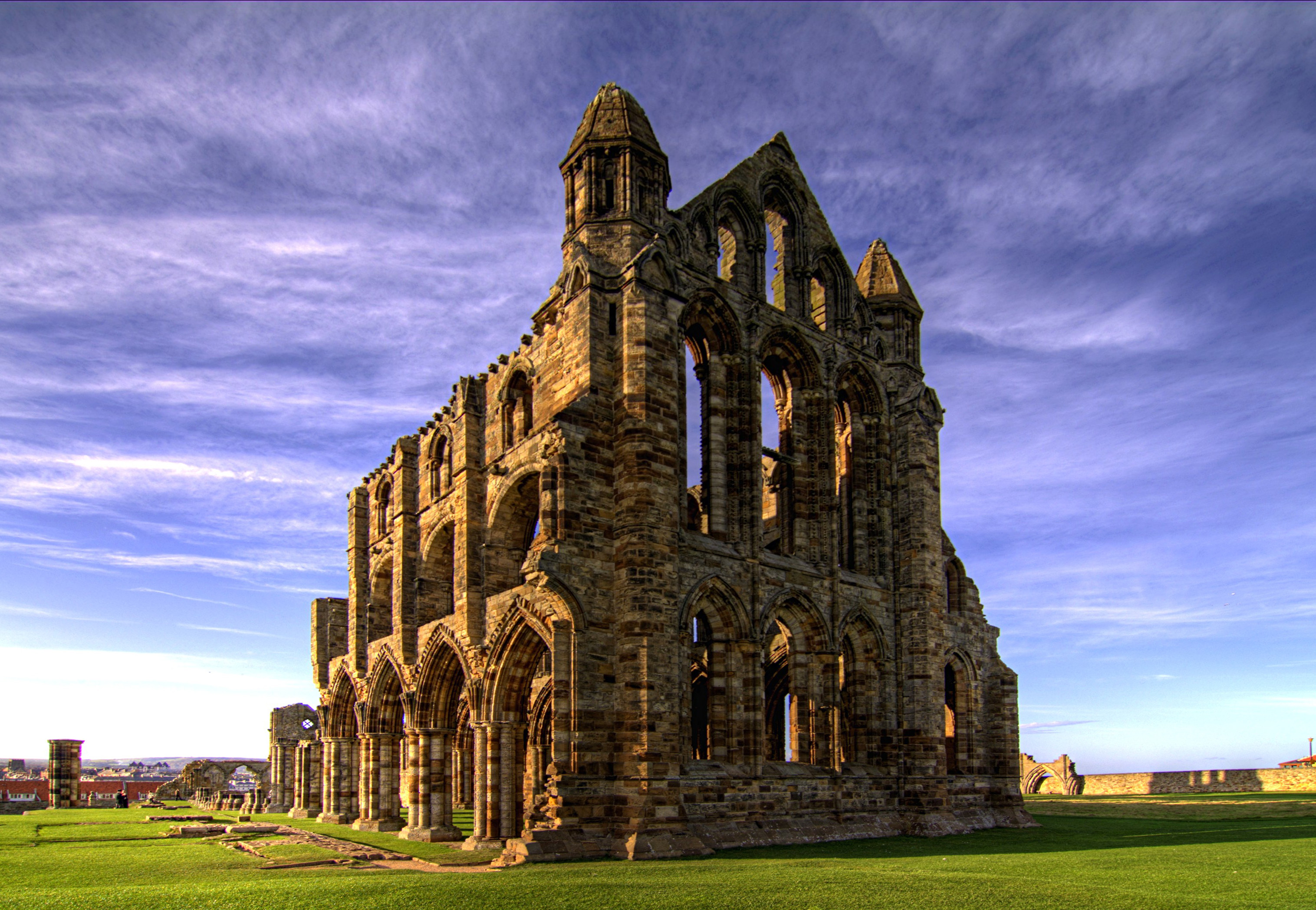
Foto delle rovine dell'Abbazia di Whitby

Sotto la sua guida l'Abbazia divenne ben presto un importante centro religioso, dedito soprattutto allo studio e alla diffusione delle Sacre Scritture, e alcuni dei suoi studenti sarebbero presto diventati importanti leader religiosi in un periodo di forte tensione tra il cristianesimo celtico e il paganesimo, tra costoro sono da annoverare San Giovanni di Beverley e San Vilfrido di York. Nell'Abbazia di Whitby, nel 664, si tenne il Sinodo di Whitby, voluto e guidato dal sovrano Oswiu di Northumbria, nel quale si legittimò l'influenza della liturgia romana nel cristianesimo anglosassone, e al quale la Badessa Ilda prese parte al fianco di Aidan di Lindisfarnen contro le posizioni di San Vilfrido.
Ilda ebbe fama di donna di grande carisma e saggezza, e presso di lei si recarono numerosi regnanti e sapienti per ottenere i suoi consigli.
Re Oswiu morì nel 670 e la sua vedova, Eanfled, si ritirò anch'essa nel monastero di Whitby dove già si trovava sua figlia Elfleda. Nel 678, Ilda, ormai già gravemente malata, dovette affrontare una nuova battaglia contro il suo antico discepolo Vilfrido di York, il quale, onde contrastare la divisione della sua diocesi, si appellò al Papato. In questo caso Ilda appoggiò la scelta dell'arcivescovo di Canterbury Teodoro.
Sebbene avesse deciso di terminare i suoi giorni nel nuovo priorato costruito nei pressi di Hackness, Ilda morì il 17 novembre 680 sulle prime ore del mattino nel suo glorioso monastero. La leggenda vuole che una delle suore, di nome Begu, abbia avuto la visione di Ilda ascendere in cielo sorretta dagli angeli. Alla guida della sua abbazia le successe la regina vedova Eanfled, a cui a sua volta succedette la figlia Elfleda. L'Abbazia venne completamente distrutta con l'invasione dei Vichinghi nell'867.
Alcune leggende circondano la vita della santa, tra cui una che narra come sant'Ilda abbia salvato la regione da una invasione di serpenti, tramutandoli in pietra, probabilmente la leggenda nacque come spiegazione della presenza di numerose ammoniti fossili sulla spiaggia vicino al monastero, che ricordano nella forma serpenti attorcigliati. A ricordo di questa leggenda, un genere di ammoniti è stato chiamato Hildoceras.